# Вікіап
Вікіап (англ. Wikieup) — переписна місцевість (CDP) в США, в окрузі Могаве штату Аризона. Населення — 135 осіб (2020).

## Географія
Вікіап розташований за координатами 34°41′35″ пн. ш. 113°35′58″ зх. д. / 34.69306° пн. ш. 113.59944° зх. д. (34.693031, -113.599502). За даними Бюро перепису населення США в 2010 році переписна місцевість мала площу 11,49 км², уся площа — суходіл.

## Демографія
Згідно з переписом 2010 року, у переписній місцевості мешкали 133 особи в 64 домогосподарствах у складі 33 родин. Густота населення становила 12 особи/км². Було 103 помешкання (9/км²).
Расовий склад населення:
| - 90,2 % — білих - 0,8 % — чорних або афроамериканців - 6,0 % — осіб інших рас |

До двох чи більше рас належало 3,0 %. Частка іспаномовних становила 12,0 % від усіх жителів.
За віковим діапазоном населення розподілялося таким чином: 20,3 % — особи молодші 18 років, 60,9 % — особи у віці 18—64 років, 18,8 % — особи у віці 65 років та старші. Медіана віку мешканця становила 50,5 року. На 100 осіб жіночої статі у переписній місцевості припадало 90,0 чоловіків; на 100 жінок у віці від 18 років та старших — 89,3 чоловіків також старших 18 років.
Середній дохід на одне домашнє господарство становив 34 032 долари США (медіана — 22 500), а середній дохід на одну сім'ю — 37 356 доларів (медіана — 35 972). За межею бідності перебувало 16,7 % осіб, у тому числі 0,0 % дітей у віці до 18 років та 8,3 % осіб у віці 65 років та старших.
Цивільне працевлаштоване населення становило 49 осіб. Основні галузі зайнятості: роздрібна торгівля — 46,9 %, мистецтво, розваги та відпочинок — 30,6 %, будівництво — 12,2 %, сільське господарство, лісництво, риболовля — 6,1 %.